# Ga Trình Xuyên
Ga Trình Xuyên là một nhà ga xe lửa tại huyện Vụ Bản tỉnh Nam Định. Nhà ga là một điểm của đường sắt Bắc Nam và nối với ga Nam Định với ga Núi Gôi.

## Các tuyến
- Đường sắt Bắc Nam